# Saison 2010-2011 de l'Olympique lyonnais (féminines)
Maillots
Dernière mise à jour : 2 juin 2012.
Chronologie
Saison précédente Saison suivante
La saison 2010-2011 de la section féminine de l'Olympique lyonnais est la trente-troisième saison consécutive du club rhônalpins en première division du championnat de France depuis 1978.
En plus des compétitions nationales, le nouvel entraîneur Patrice Lair et ses joueuses ont pour objectif de conquérir leur premier titre européen. 
L'Olympique lyonnais va donc évoluer au cours de la saison en Ligue des champions, où le club est exempté de premier tour grâce au bon coefficient UEFA de la France.

## Transferts
| Été 2010            |             |                        |                        |                |
| Nom                 | Nationalité | Transfert              | Provenance/Destination | Division       |
| Arrivées            |             |                        |                        |                |
| Camille Abily       | France      | Contrat pro. (?)       | FC Gold Pride          | WPS            |
| Sonia Bompastor     | France      | Contrat pro. (?)       | Washington Freedom     | WPS            |
| Eugénie Le Sommer   | France      | Contrat pro. (?)       | Stade Saint-Brieuc     | Division 1     |
| Sabrina Viguier     | France      | Contrat pro. (?)       | Montpellier HSC        | Division 1     |
| Amel Majri          | Tunisie     | Contrat pro. (?)       | Formée au club         | Formée au club |
| Départs             |             |                        |                        |                |
| Kenza Dali          | France      | Fin de contrat         | Rodez AF               | Division 1     |
| Katia Da Silva      | Brésil      | Fin de contrat         | Paris Saint-Germain    | Division 1     |
| Inès Dhaou          | France      | Fin de contrat         | Euromat-UE l'Estartit  | Superliga      |
| Lydia Miraoui       | France      | Fin de contrat         | Euromat-UE l'Estartit  | Superliga      |
| Christine C. Nilsen | Norvège     | Fin de contrat         | Arna-Bjørnar           | Toppserien     |
| Amelie Rybäck       | Suède       | Fin de contrat         | Stabæk FK              | Toppserien     |
| Simone G. Jatobá    | Brésil      | Fin de contrat         | Novo Mundo FC          | Série A1       |
| Coralie Ducher      | France      | Fin de contrat         | Fortuna Hjørring       | 3F Ligaen      |
| Hiver 2010-2011     |             |                        |                        |                |
| Nom                 | Nationalité | Transfert              | Provenance/Destination | Division       |
| Départs             |             |                        |                        |                |
| Isabell Herlovsen   | Norvège     | Résiliation de contrat | LSK Kvinner FK         | Toppserien     |

## Stage et matchs d'avant saison
En guise de préparation d'avant saison, l'Olympique lyonnais participe au tournoi de Claix et dispute deux matchs amicaux. À noter que le 30 décembre 2010, les lyonnaises affrontent en amical les bretonnes de Saint-Brieuc à Saint-Malo et remportent le match facilement 6-0.
| Matches amicaux d'avant saison - été 2010 |              |                         |                  |               |          |
| Nb.                                       | Date         | Lieu                    | Compétition      | Adversaire    | Résultat |
| 5.                                        | 29 août 2010 | Vallon-en-Sully, France | Match amical     | Yzeure        | 3 - 0    |
| 4.                                        | 22 août 2010 | Claix, France           | Tournoi de Claix | Saint-Étienne | 1 - 0    |
| 3.                                        | 22 août 2010 | Claix, France           | Tournoi de Claix | Besançon      | 8 - 0    |
| 2.                                        | 22 août 2010 | Claix, France           | Tournoi de Claix | Claix         | 5 - 0    |
| 1.                                        | 14 août 2010 | Rodez, France           | Match amical     | Rodez         | 3 - 0    |

## Parcours en Coupe d'Europe
L'Olympique lyonnais remporte son premier titre en Ligue des champions.
| Ligue des champions 2010 - 2011 |                   |                                           |                           |                     |          |
| Nb.                             | Date              | Lieu                                      | Compétition               | Adversaire          | Résultat |
| 9.                              | 26 mai 2011       | Craven Cottage, Londres, Angleterre       | Finale                    | FFC Turbine Potsdam | 2 - 0    |
| 8.                              | 16 avril 2011     | Meadow Park, Borehamwood, Angleterre      | 1/2 finale retour         | Arsenal FC          | 3 - 2    |
| 7.                              | 9 avril 2011      | Stade de Gerland, Lyon, France            | 1/2 finale aller (dom.)   | Arsenal FC          | 2 - 0    |
| 6.                              | 23 mars 2011      | Stade de Gerland, Lyon, France            | 1/4 finale retour (dom.)  | Zvezda 2005         | 1 - 0    |
| 5.                              | 17 mars 2011      | Stadion Zvezda, Perm, Russie              | 1/4 finale aller          | Zvezda 2005         | 0 - 0    |
| 4.                              | 10 novembre 2010  | Stade de Gerland, Lyon, France            | 1/8 finale retour (dom.)  | WFC Rossiyanka      | 5 - 0    |
| 3.                              | 4 novembre 2010   | Stadion Rossiyanka, Krasnoarmeysk, Russie | 1/8 finale aller          | WFC Rossiyanka      | 6 - 1    |
| 2.                              | 14 octobre 2010   | Stade de Gerland, Lyon, France            | 1/16 finale retour (dom.) | AZ Alkmaar          | 8 - 0    |
| 1.                              | 22 septembre 2010 | AFAS Stadion, Alkmaar, Pays-Bas           | 1/16 finale aller         | AZ Alkmaar          | 2 - 1    |

## Parcours en Challenge de France
L'Olympique lyonnais est éliminé du Challenge de France dès les quarts-de-finale aux tirs au but.
| Challenge de France 2010 - 2011 |                 |                                              |                    |             |                      |
| Nb.                             | Date            | Lieu                                         | Compétition        | Adversaire  | Résultat             |
| 4.                              | 3 avril 2011    | Stade Georges-Maquin, Viry-Châtillon, France | 1/4 finale         | FCF Juvisy  | 0 - 0 a.p. (3p - 2p) |
| 3.                              | 13 mars 2011    | Stade de Gerland, Lyon, France               | 1/8 finale (dom.)  | Rodez       | 3 - 0                |
| 2.                              | 20 février 2011 | Plaine des Jeux de Gerland, Lyon, France     | 1/16 finale (dom.) | AS Montigny | 13 - 00              |
| 1.                              | 30 janvier 2011 | Stade Georges-Bertier, Monteux, France       | 2e tour            | FCF Monteux | 7 - 0                |

## Parcours en Championnat de France
L'Olympique lyonnais remporte son cinquième titre national d'affilée.
| Saison 2010 - 2011 |                   |                                                        |                    |                  |          |
| Nb.                | Date              | Lieu                                                   | Compétition        | Adversaire       | Résultat |
| 22.                | 29 mai 2011       | Stade de la Fobio, Montauban, France                   | 22e journée        | Toulouse         | 5 - 1    |
| 21.                | 15 mai 2011       | Stade de Gerland, Lyon, France                         | 21e journée (dom.) | Saint-Étienne    | 8 - 0    |
| 20.                | 8 mai 2011        | Stade Léon Nautin, Saint-Étienne, France               | 11e journée        | Saint-Étienne    | 6 - 0    |
| 19.                | 23 avril 2011     | Stade Paul-Lignon, Rodez, France                       | 20e journée        | Rodez            | 3 - 1    |
| 18.                | 27 mars 2011      | Stade Jules-Rimet, Sussargues, France                  | 18e journée        | Montpellier      | 1 - 0    |
| 17.                | 20 mars 2011      | Plaine des Jeux de Gerland, Lyon, France               | 17e journée (dom.) | La Roche-sur-Yon | 10 - 00  |
| 16.                | 13 février 2011   | Stade annexe Léon-Bollée, Le Mans, France              | 16e journée        | Le Mans FC       | 4 - 0    |
| 15.                | 6 février 2011    | Stade de Gerland, Lyon, France                         | 19e journée (dom.) | Paris SG         | 3 - 0    |
| 14.                | 23 janvier 2011   | Stade de Gerland, Lyon, France                         | 14e journée (dom.) | FCF Juvisy       | 7 - 1    |
| 13.                | 19 janvier 2011   | Camp des Loges, Saint-Germain-en-Laye, France          | 9e journée         | Paris SG         | 2 - 1    |
| 12.                | 15 janvier 2011   | Stade Fred-Aubert, Saint-Brieuc, France                | 13e journée        | Saint-Brieuc     | 4 - 1    |
| 11.                | 9 janvier 2011    | Stade de Gerland, Lyon, France                         | 12e journée (dom.) | Hénin-Beaumont   | 7 - 0    |
| 10.                | 15 décembre 2010  | Stade de Bellevue, Yzeure, France                      | 15e journée        | Yzeure           | 5 - 0    |
| 9.                 | 12 décembre 2010  | Plaine des Jeux de Gerland, Lyon, France               | 10e journée (dom.) | Rodez            | 1 - 0    |
| 8.                 | 14 novembre 2010  | Stade de Gerland, Lyon, France                         | 8e journée (dom.)  | Montpellier      | 1 - 0    |
| 7.                 | 7 novembre 2010   | Stade de Saint-André d'Ornay, La Roche-sur-Yon, France | 7e journée         | La Roche-sur-Yon | 4 - 0    |
| 6.                 | 31 octobre 2010   | Plaine des Jeux de Gerland, Lyon, France               | 6e journée (dom.)  | Le Mans FC       | 9 - 0    |
| 5.                 | 17 octobre 2010   | Plaine des Jeux de Gerland, Lyon, France               | 5e journée (dom.)  | Yzeure           | 13 - 00  |
| 4.                 | 10 octobre 2010   | Stade Georges-Maquin, Viry-Châtillon, France           | 4e journée         | FCF Juvisy       | 3 - 1    |
| 3.                 | 26 septembre 2010 | Plaine des Jeux de Gerland, Lyon, France               | 3e journée (dom.)  | Saint-Brieuc     | 3 - 0    |
| 2.                 | 19 septembre 2010 | Stade Octave-Birembaut, Hénin-Beaumont, France         | 2e journée         | Hénin-Beaumont   | 1 - 0    |
| 1.                 | 5 septembre 2010  | Plaine des Jeux de Gerland, Lyon, France               | 1re journée (dom.) | Toulouse         | 6 - 0    |

### Classement
| Rang | Équipe                 | Pts | J  | G  | N | P  | Bp  | Bc | Diff |
| ---- | ---------------------- | --- | -- | -- | - | -- | --- | -- | ---- |
| 1    | Olympique lyonnais T   | 88  | 22 | 22 | 0 | 0  | 106 | 6  | +100 |
| 2    | Paris SG               | 74  | 22 | 17 | 1 | 4  | 43  | 16 | +27  |
| 3    | Montpellier HSC        | 71  | 22 | 16 | 1 | 5  | 54  | 13 | +41  |
| 4    | FCF Juvisy             | 70  | 22 | 15 | 3 | 4  | 62  | 30 | +32  |
| 5    | AS Saint-Étienne CF    | 56  | 22 | 11 | 1 | 10 | 25  | 27 | -2   |
| 6    | Rodez AF P             | 45  | 22 | 6  | 5 | 11 | 19  | 29 | -10  |
| 7    | FCF Hénin-Beaumont,    | 45  | 22 | 8  | 2 | 12 | 19  | 37 | -18  |
| 8    | Stade briochin         | 42  | 22 | 5  | 5 | 12 | 17  | 35 | -18  |
| 9    | FF Yzeure              | 39  | 22 | 4  | 5 | 13 | 26  | 57 | -31  |
| 10   | Le Mans FC P           | 39  | 22 | 4  | 5 | 13 | 17  | 51 | -34  |
| 11   | Toulouse FC            | 38  | 22 | 4  | 4 | 14 | 19  | 50 | -31  |
| 12   | ESOFV La Roche-sur-Yon | 33  | 22 | 3  | 2 | 17 | 15  | 71 | -56  |

|  | Qualifié pour la Ligue des champions 2011-2012 (Seizièmes de finale). |
|  | Relégué en Division 2. |
|  | T Tenant du titre. P Promu de Division 2. CF Vainqueur du Challenge de France 2010-2011. Pts points ; G victoires ; N match nuls ; P défaites Bp buts marqués ; Bc buts encaissés ; Diff différence de buts |

### Évolution du classement
Leader du championnat

## Statistiques individuelles

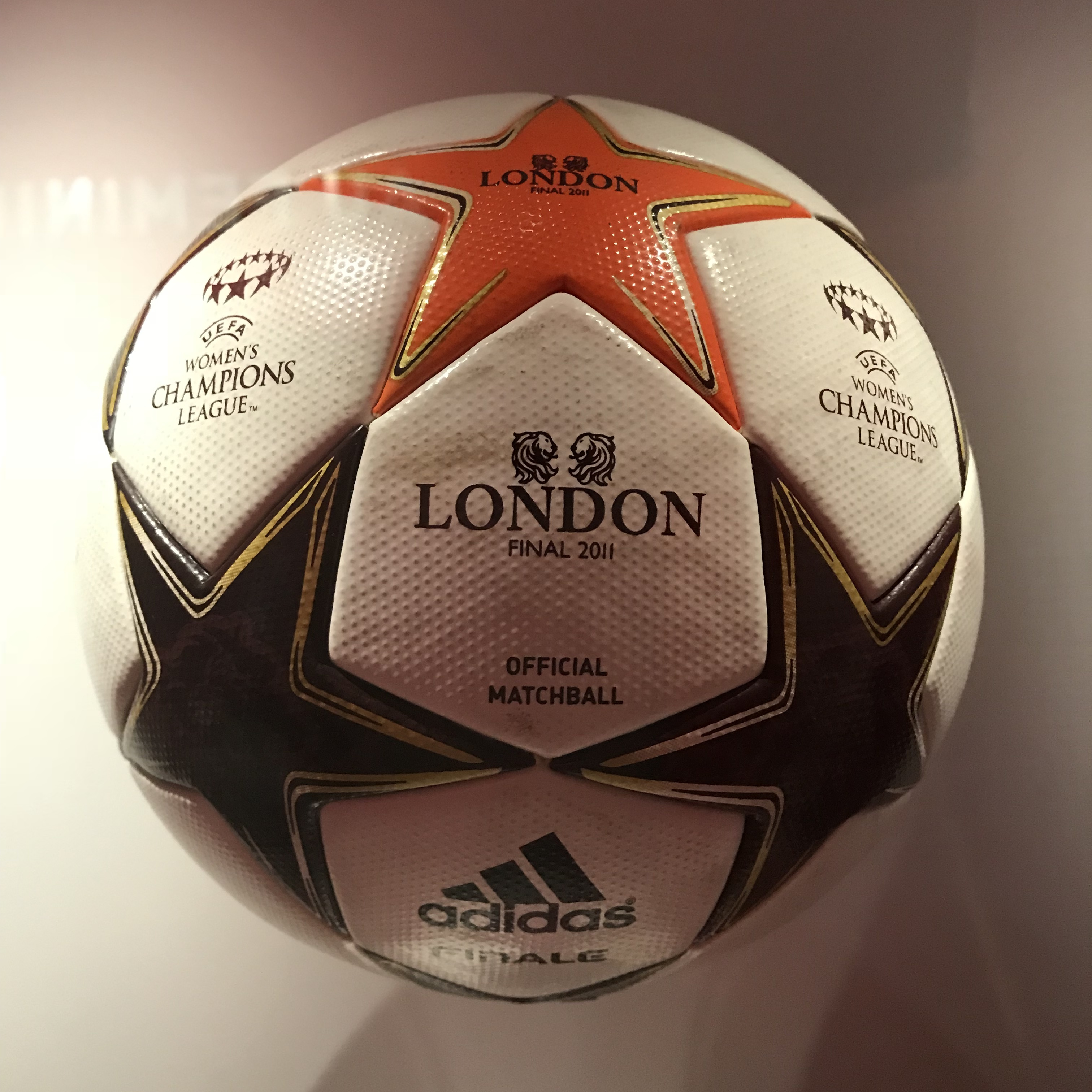
Ballon de la finale de la Ligue des champions féminine de l'UEFA 2010-2011.

| Nb.                 | Joueuse             | Total | Championnat | Coupe de France | Ligue des champions |
| 1.                  | Eugénie Le Sommer   | 28    | 17          | 6               | 5                   |
| 2.                  | Sandrine Brétigny   | 26    | 19          | 6               | 1                   |
| 3.                  | Lotta Schelin       | 22    | 11          | 2               | 9                   |
| 4.                  | Louisa Necib        | 17    | 14          | 2               | 1                   |
| 5.                  | Camille Abily       | 13    | 12          | 0               | 1                   |
| 6.                  | Lara Dickenmann     | 13    | 8           | 0               | 5                   |
| 7.                  | Élodie Thomis       | 11    | 7           | 3               | 1                   |
| 8.                  | Amandine Henry      | 6     | 5           | 1               | 0                   |
| 9.                  | Wendie Renard       | 5     | 2           | 0               | 3                   |
| 10.                 | Shirley Cruz Traña  | 4     | 2           | 1               | 1                   |
| 11.                 | Sonia Bompastor     | 3     | 2           | 0               | 1                   |
| 12.                 | Isabell Herlovsen   | 3     | 3           | 0               | 0                   |
| 13.                 | Amel Majri          | 2     | 1           | 1               | 0                   |
| 14.                 | Sabrina Viguier     | 2     | 1           | 1               | 0                   |
| 15.                 | Ingvild Stensland   | 1     | 1           | 0               | 0                   |
| But contre son camp | But contre son camp | 2     | 1           | 0               | 1                   |
| Total Général       | Total Général       | 158   | 106         | 23              | 29                  |

## Chiffres marquants
- 2ème triple-double réalisé par une joueuse : Élodie Thomis (en Ligue des Champions, face à l'AZ Alkmaar (8-0), le 14 octobre 2010)

- 150ème but de Sandrine Brétigny sous les couleurs de l'OL : en championnat de D1, face à Yzeure (13-0), le 17 octobre 2010

- 100ème but de l'histoire en Ligue des Champions féminine : Eugénie Le Sommer (face au FC Rossiyanka (5-0), le 10 novembre 2010)

- 800ème but de l'histoire de l'OL : Eugénie Le Sommer (en Challenge de France, à Monteux (7-0), le 30 janvier 2011)

- 100ème but inscrit dans la saison : Amandine Henry (en championnat de D1, au Mans (4-0), le 13 février 2011)

- 45ème joueuse à avoir inscrit au moins 1 but avec l'OL : Sabrina Viguier (en Challenge de France, face à Rodez (3-0), le 13 mars 2011)

- 100ème but inscrit en championnat de Division 1 dans la saison, 150ème but inscrit dans la saison et 600ème but de l'histoire en championnat de D1 : Sandrine Brétigny (en championnat de D1, contre Saint-Etienne (8-0), le 15 mai 2011)